# 彭愛佳
彭愛佳（1973年8月30日—），生於臺灣臺北，曾是資深記者與新聞主播，畢業於中國文化大學勞工系、英國華威大學人力資源碩士。
彭愛佳用字遣詞犀利，曾嚴厲批判前總統陳水扁、吳淑珍夫婦收賄行為；彭甚至在拍婚紗照時，還不忘消遣陳水扁一家：「今天拿藍鑽，明天吃牢飯。」暗諷2008年的陳水扁家庭洗錢案。2012年7月2日，其夫前行政院秘書長林益世也因貪污案被臺北地方法院收押禁見。，彭愛佳也在2012年7月5日遭特偵組改列為被告，交保金額新台幣100萬元。2012年10月25日，遭最高法院檢察署特偵組依洗錢防制法第11條第2項「掩飾因他人重大犯罪所得財物之洗錢罪嫌」提起公訴。2013年4月30日，臺北地方法院一審宣判，彭愛佳獲判無罪。2016年2月26日，台灣高等法院二審判決，彭愛佳維持無罪。高檢署檢察官不服二審判決，上訴至最高法院。
2018年8月22日，最高法院三審判決，彭愛佳無罪定讞。

## 家庭背景
母親袁慶杭曾任中國國民黨中央委員、黃復興黨部黃國樑分部（臺北市委員會）副主任委員。現任中國國民黨臺北市黨部副主任委員。
弟弟彭嘉厚在2010年投入臺北市大安區、文山區的議員選舉，但未通過黨內初選

## 家庭、感情
2003年12月29日，彭愛佳與時任立法委員的林益世深夜牽手摟肩，在臺北市萬華區西昌里廣州街被《蘋果日報》記者跟拍，彭愛佳不否認兩人有手牽手的行為，表示「好朋友私下牽個手，我覺得還好」。當時，林有一個交往十五年的女朋友沈小姐。沈受訪時表示：「過去曾有許多傳聞，林益世都跟我說：『沒有就是沒有』。」最後啜泣著說：「我今天恐怕睡不著覺了。」 ，當時林益世還在媒體上澄清自己絕無劈腿，與彭只是好友，沒有曖昧。立委不是神，更不是每個女生都喜歡跟立委交往，而且不要說腳踏兩條船了，他連一條船都站不穩，希望大家不要再說他是「劈腿族」。
2006年，林益世與彭愛佳結婚；2014年，林益世陪同彭愛佳前往診所驗孕，據悉高齡41歲的彭愛佳苦求多年終於懷孕。

## 學歷
- 臺北市立景美女子高級中學
- 中國文化大學勞工系
- 英國華威大學人力資源碩士

## 經歷
- 超視主播
- 臺視記者、氣象主播、新聞主播
- 中視記者、主播、主持人、製作人、政治組組長
- 曾任中天新聞部總監
- 現任中視新聞部副總經理、新聞部總監、各節新聞監製、政論節目《庶民大頭家》、新聞專題節目《60分鐘》、談話節目《改變的起點》監製

## 曾擔任播報節目
| 時間                          | 頻道 | 節目                         | 備註                                                         |
|                               | 超視 | 《超視夜間新聞》             |                                                              |
|                               | 臺視 | 《午安您好─臺視新聞》        | 假日主播                                                     |
| 2005年～2011年                | 中視 | 《中視午間新聞》             | 與黃晴輪班午間主播                                           |
|                               | 中視 | 《快樂生活王》之藝想空間節目 | 主持人                                                       |
| 2010年10月4日～2010年11月25日 | 中視 | 《選戰愛逗震》               | 與朱康震搭檔                                                 |
| 2010年10月9日～2011年10月底   | 中視 | 《中視新聞全球報導》         | 假日主播，與朱康震搭檔，平日也會代班，2011年10月初起單獨播報 |
| 2012年2月～2012年6月24日      | 中視 | 《中視新聞全球報導》         | 週日主播                                                     |
| 2010年11月29日～2012年6月28日 | 中視 | 《新聞愛逗震→新聞愛逗陣》    | 與朱康震搭檔，2011年2月起，單獨主持                          |

## 註解
1. ↑  7小時審理　北院裁定林益世羈押禁見兩個月  （页面存档备份，存于），NOWnews，2012年7月2日
2. ↑  國民黨臺北市黨部副主委 的存檔，存档日期2012-08-28.
3. ↑  國民黨99年台北市議員選舉黨內初選民調結果公佈 的存檔，存档日期2015-01-28.
4. ↑  蘋果直擊立委劈腿愛上女主播 （页面存档备份，存于）蘋果日報，2003年12月31日
5. ↑  摟女事件 林益世：我不是劈腿族 （页面存档备份，存于）自由時報，2004年1月1日